# Windows DVD Maker
Windows DVD Maker e приложение, включено в премийните издания (Home Premium и Ultimate) на Windows Vista, Windows 7 Home Premium и други издания, които са проектирани да създават DVD филми и клипове, които могат да се възпроизвеждат чрез софтуер за възпроизвеждане на DVD или на самостоятелен DVD плейър. В някои отношения приложението е сравнимо с iDVD и Mac OS X.

## Характеристики
Windows DVD Maker има прост потребителски интерфейс под формата на съветник. Първата стъпка от съветника се отнася за импортирането на видео файлове от файловата система на компютъра. Видеотата могат да се подредят в различен ред за възпроизвеждане, а Windows DVD Maker автоматично разделя видеотата на сцени, които могат да се достигнат от специална страница за селекция на сцени в менюто на DVD-то.
В следващата стъпка се предоставя избор от няколко стила на анимирани DVD менюта Много от тях са подобни на ефектите за преход в Windows Movie Maker. Потребителят също може да настройват шрифта и стила на бутоните. Windows DVD Maker може да добавя и слайдшоу на картинки с акомпанимент на музика и ефекти за преходи.
Приложението може също да показва интерактивен изглед на това как DVD-то ще изглежда и действа, след като е записано. Например потребителите могат да преминават през DVD менютата като използват бутони под формата на стрелки (имитирайки действието при използване на дистанционно на DVD плейър).
Windows DVD Maker е проектиран да кодира видеото в приоритет, по-нисък от нормалния, за да се подсигури това, че компютърът ще отговаря по време на записването на DVD-то. Това може да бъде променено с Windows Task Manager като се промени приоритетът на приложението.
|  | Тази страница частично или изцяло представлява превод на страницата Windows DVD Maker в Уикипедия на английски. Оригиналният текст, както и този превод, са защитени от Лиценза „Криейтив Комънс – Признание – Споделяне на споделеното“, а за съдържание, създадено преди юни 2009 година – от Лиценза за свободна документация на ГНУ. Прегледайте историята на редакциите на оригиналната страница, както и на преводната страница, за да видите списъка на съавторите. ВАЖНО: Този шаблон се отнася единствено до авторските права върху съдържанието на статията. Добавянето му не отменя изискването да се посочват конкретни източници на твърденията, които да бъдат благонадеждни. |